# Chrysops flavipes
Chrysops flavipes är en tvåvingeart som beskrevs av Johann Wilhelm Meigen 1804. Chrysops flavipes ingår i släktet Chrysops och familjen bromsar. Artens utbredningsområde täcker Europa, Nordafrika och Indien.